# San Francisco Botanical Garden

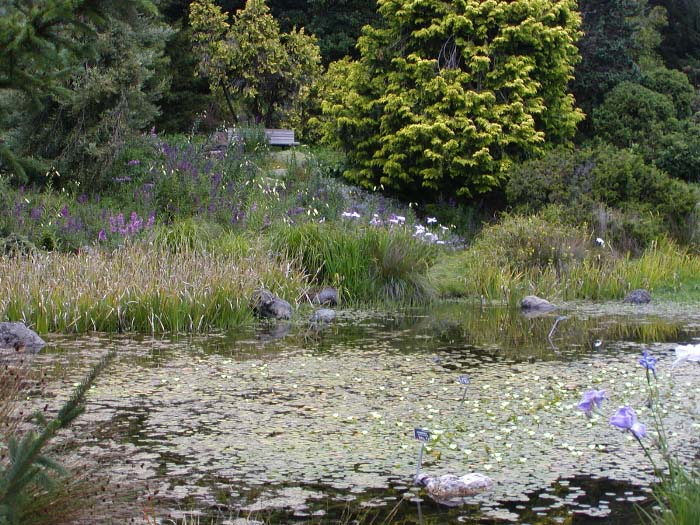
Un estany del jardí botànic

El San Francisco Botanical Garden (en català, jardí botànic de San Francisco), anomenat abans Strybing Arboretum és un gran jardí botànic situat al Golden Gate Park de San Francisco. S'allarga sobre 22,3 hectàrees i comprèn més de 7500 espècies. És el jardí botànic més gran de la costa oest dels Estats Units.
És presentat als anys 1890 per  John McLaren, però la construcció no comença fins al 1926 després que Helene Strybing fa donació de fons per a la seva creació. La plantació comença el 1937 gràcies a nous fons, locals o de la WPA, i el jardí botànic obre oficialment el maig 1940. Ja que forma part del Golden Gate Park, és controlat per la ciutat de San Francisco, però la SF Botanical Garden Society (abans la Strybing Arboretum Society) administra l'Helen Crocker Russell Library of Horticulture, les vendes de plantes mensuals, els programes educatius per a nens i adults, així com una llibreria. La Societat deixa també fons per a nous projectes i renovacions del jardí.